# Wright Flying School

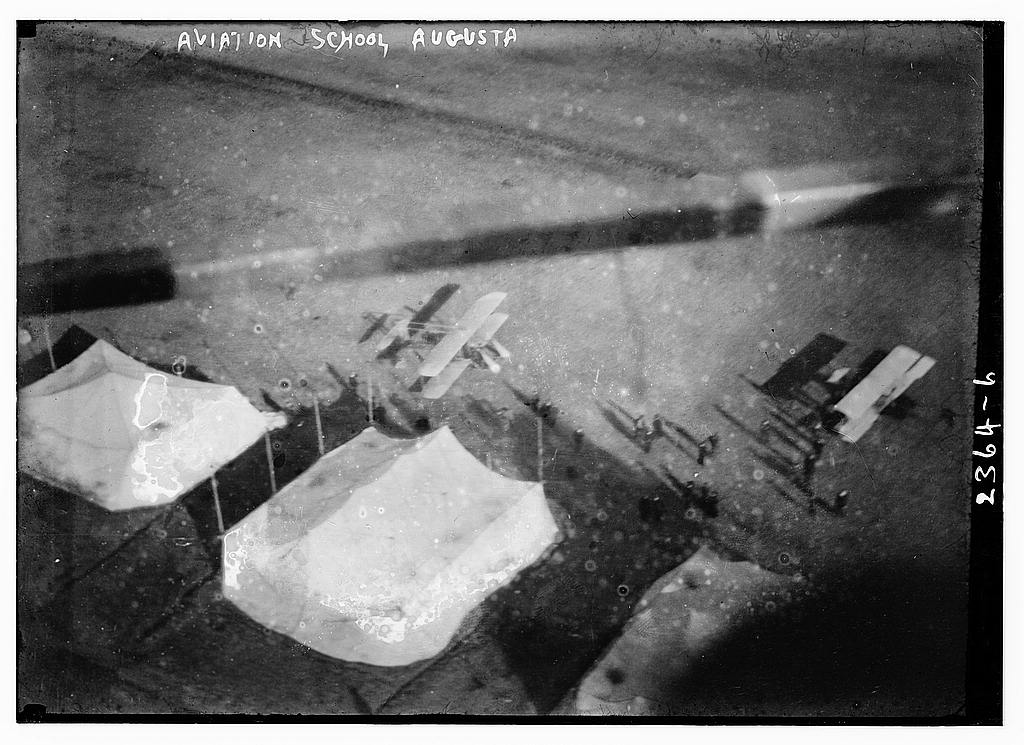
Instalações da Wright Flying School
em Augusta (Geórgia), ~1911.

A Wright Flying School (Escola de Pilotagem Wright), também conhecida como Wright School of Aviation, foi operada pela Wright Company entre 1910 e 1916.
Durante a sua existência, a Wright Flying School treinou 119 pessoas para voar os aviões Wright.

## Histórico
Orville Wright começou a treinar pilotos em 19 de março de 1910, em Montgomery (Alabama) no local que mais tarde veio a se tornar a Maxwell Air Force Base. Devido às más condições de tempo naquele local, a escola mudou-se para o Huffman Prairie Flying Field, perto de Dayton (Ohio), onde os irmãos Wright desenvolveram e iniciaram suas práticas na aviação em 1904 e 1905, e onde a Wright Company testava seus aviões.
Eles também estabeleceram uma instalação em Augusta (Geórgia), conduzida por Frank Coffyn. Alguns dos primeiro pilotos formados, tornaram-se membros do Wright Exhibition Team.

## Instalações
- Maxwell Air Force Base em Montgomery (Alabama)
- Huffman Prairie Flying Field perto de Dayton (Ohio)
- Augusta (Geórgia)[1]

## Alunos
- 1ro Tenente Henry Arnold
- 1ro Tenente Thomas Milling
- Calbraith Rodgers (1879-1912) começou em 5 de junho de 1911. Em uma semana seu instrutor já o deixava decolar, voar e pousar o avião, mas quando ele perguntou sobre o voo solo, o instrutor disse "não". Calbraith então, comprou o avião de treinamento, um Wright Model B, o primeiro desse modelo a ser comprado por uma pessoa.
- Walter Brookins (1889-1953)
- Philip Parmelee (1887-1912)[2][3]
- Marjorie Stinson[4]
- Eddie Stinson[4]
- Arthur Welsh (ou Al Welsh) aprendeu a voar e se tornou instrutor no verão de 1910.[5]
- George Beatty chamado por Al Welsh, recebeu sua primeira aula em 24 de junho de 1911 e "solou" em 23 de julho de 1911, e nesse mesmo dia, voou como passageiro de Welsh para estabelecer um novo recorde americano de voo em altitude para dois homens, com 570 m; e em 5 de agosto de 1911, Beatty quebrou seu próprio recorde, voando a 940 m levando Percy Reynolds como passageiro.